# Gąbkowiec północny

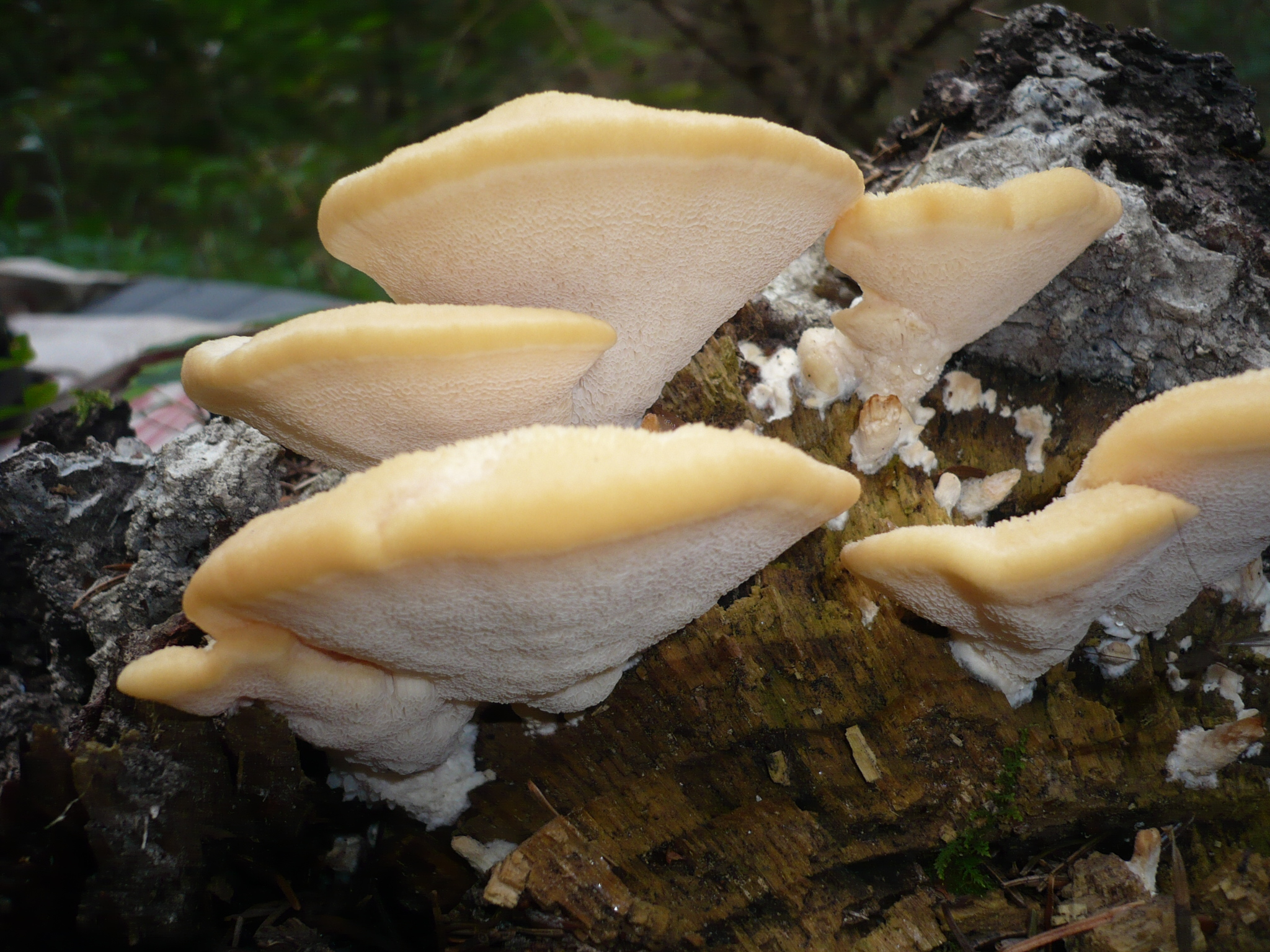
Hymenofor młodych owocników

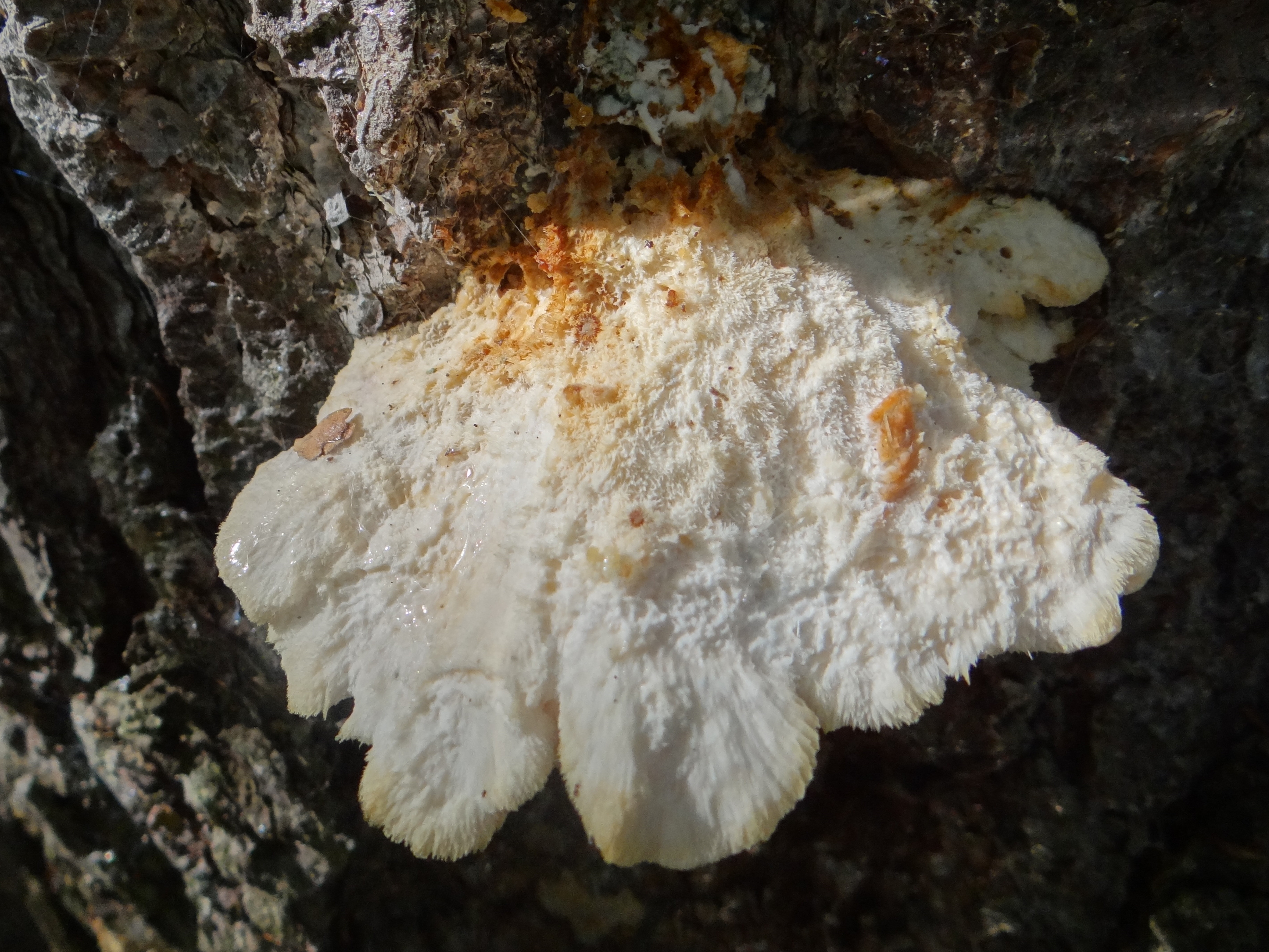
Starszy owocnik na pniu świerka

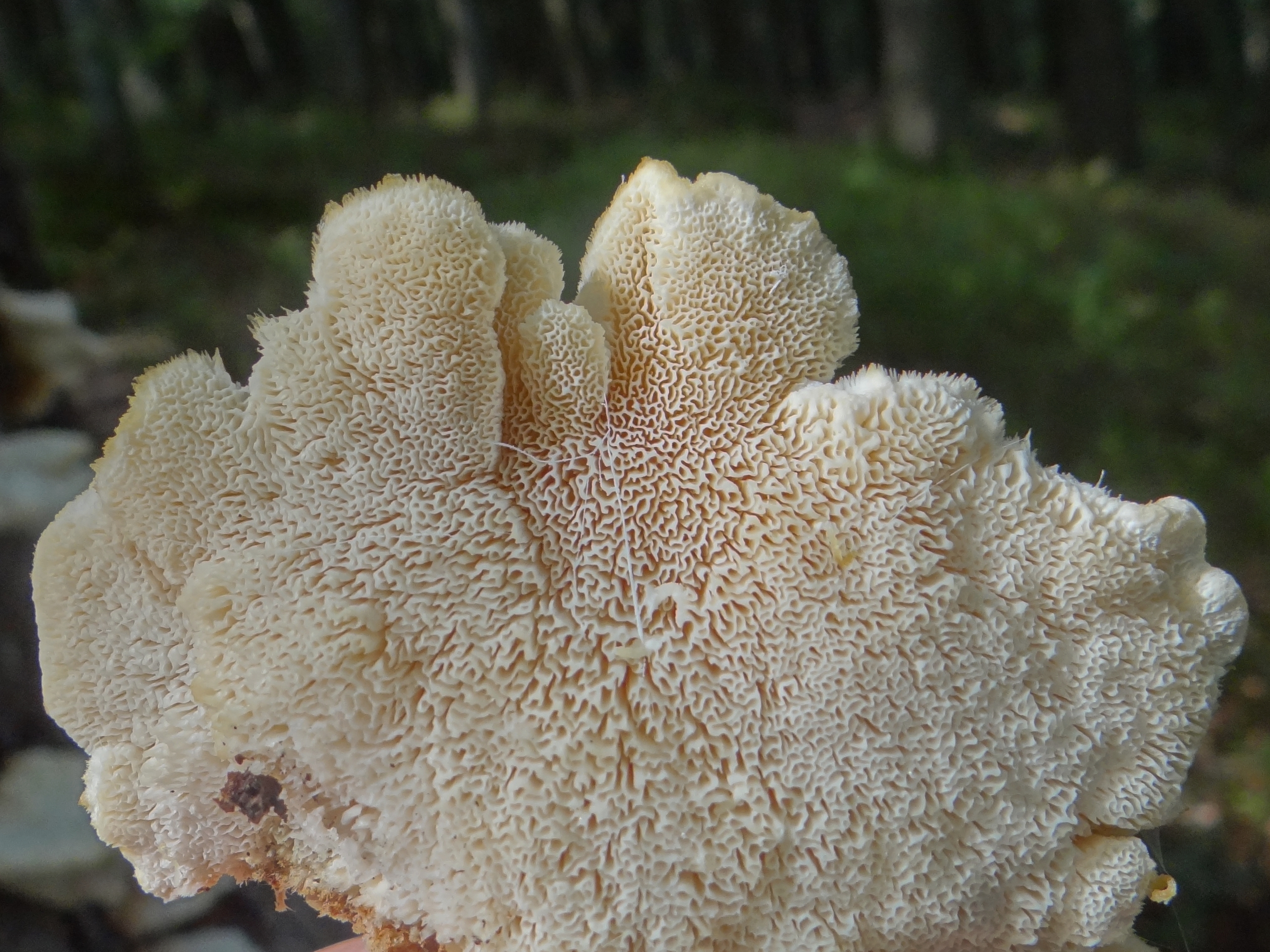
Labiryntowaty hymenofor starszego owocnika

Gąbkowiec północny (Climacocystis borealis (Fr.) Kotl. & Pouzar) – gatunek grzybów z rzędu żagwiowców (Polyporales).

## Systematyka i nazewnictwo
Pozycja w klasyfikacji: Climatocystis, Incertae sedis, Polyporales, Incertae sedis, Agaricomycetes, Agaricomycotina, Basidiomycota, Fungi.
Po raz pierwszy takson ten zdiagnozował w 1821 roku Elias Fries nadając mu nazwę Polyporus borealis. Obecną, uznaną przez Index Fungorum nazwę nadali mu w 1958 roku František Kotlaba i Zdeněk Pouzar, przenosząc go do nowego, utworzonego przez siebie rodzaju Climacocystis.
Synonimy naukowe:

- Abortiporus borealis (Fr.) Singer 1944
- Bjerkandera borealis (Fr.) P. Karst. 1881
- Bjerkandera irpicoides P. Karst. 1905
- Boletus borealis (Fr.) Wahlenb. 1826
- Climacocystis borealis (Fr.) Kotl. & Pouzar 1958 var. borealis
- Climacocystis borealis var. rohrbacheri Kotl. & Pouzar 1958
- Climacocystis borealis var. spathulatus Kotl. & Pouzar 1958
- Daedalea borealis (Fr.) Quél. 1886
- Daedalea borealis (Wahlenb.) Quél. 1886
- Grifola pacifica (Kauffman) Kauffman 1929
- Heteroporus borealis (Fr.) Bondartsev & Singer 1941
- Inonotus irpicoides (P. Karst.) Sacc. 1912
- Leptoporus borealis (Wahlenb.) Pilát in Kavina & Pilát 1938
- Polyporus ambiens (P. Karst.) Sacc. & Trotter 1912
- Polyporus borealis Fr. 1821
- Polyporus irpicoides (P. Karst.) Sacc. & Trotter 1912
- Polyporus pacificus Kauffman 1930
- Polyporus piceus Velen. 1922
- Polystictus borealis (Fr.) Gillot & Lucand 1890
- Postia borealis (Fr.) P. Karst. 1879
- Spongipellis ambiens P. Karst. 1906
- Spongipellis borealis (Fr.) Pat. 1900
- Spongipellis borealis f. rohrbacheri (Kotl. & Pouzar) O. Fidalgo 1958
- Tyromyces borealis (Fr.) Imazeki 1943

Nazwę polską nadał Władysław Wojewoda w 1998 r. W polskim piśmiennictwie mykologicznym gatunek ten opisywany był też jako huba północna i klimaczek północny.

## Morfologia
Kapelusz
Szerokość 5–15 cm, grubość 1–3 cm. U młodych okazów jest bulwiasty, potem wachlarzowaty. Początkowo ma żółty kolor, potem białawo-kremowy. Krawędź owocnika zwykle jest ciemniejsza (żółta) i gładka, początkowo podwinięta, później prosta. Górna powierzchnia jest łuskowato-filcowata i bruzdowana. Do podłoża przyrasta bokiem lub nasadą przypominająca nieco trzon. Czasami sąsiednie owocniki zrastają się z sobą.
Rurki
O długości 2–6 mm i kolorze od białego do ochrowego. Pory kanciaste, o średnicy 1–3 mm. Rurki tworzą jedną tylko warstwę. U starszych okazów pory stają się labiryntowate.
Miąższ
Ma białawy kolor, jest elastyczny, cienki, miękki i ma dość przyjemny zapach. Tworzy dwie warstwy. Warstwa górna o grubości 1–4 mm jest bardziej miękka, dolna jest bardziej twarda. Po wysuszeniu miąższ staje się twardy i kruchy. Smak ma niewyraźny, nieco gorzki lub kwaskowaty.
Zarodniki
Owalne, gładkie, nieamyloidalne, o rozmiarach 3,5-4× 5–6 μm. Posiadają grubościenne, wrzecionowate cystydy, czasami zakończone czapeczką kryształków.
Gatunki podobne
- drobnoporek gorzki (Postia stiptica) o białym lub różowawym owocniku. Ma bardzo gorzki smak i nie ma żółtej krawędzi[4].
- gąbczak piankowy (Sarcodontia spumea). Nie ma labiryntowatych porów i rośnie głównie na drzewach liściastych[4].

Mikroskopowo gąbkowiec północny wykazuje zaskakująco duże podobieństwo do zębniczka północnego (Climacodon septentrionalis), co zauważył już Stanisław. Domański. Obydwa te gatunki hodowane na sztucznych podłożach wytwarzają chlamydospory oraz mają podobną strukturę strzępek i budowę cystyd. Morfologicznie gąbkowiec północny odróżnia się jednak rurkowatym hymenoforem, ponadto jego kapelusze wyrastają oddzielnie, nie tworząc tak zwartej struktury, jak u zębniczka północnego.

## Występowanie i siedlisko
W Ameryce Północnej, Europie i Azji jest szeroko rozprzestrzeniony, podano też jego stanowiska w północnej Wenezueli oraz w Australii. W Europie Środkowej występuje głównie w Alpach i w innych pasmach górskich. W Północnych Niemczech i w Danii jest bardzo rzadki. W Polsce gatunek rzadki. Znajduje się na Czerwonej liście roślin i grzybów Polski. Ma status R – potencjalnie zagrożony z powodu ograniczonego zasięgu geograficznego i małych obszarów siedliskowych. Znajduje się na listach gatunków zagrożonych także w Niemczech, Danii, Holandii i Szwecji.
W górskich lasach jest dość częsty. Rośnie na martwym drewnie (na pniakach i pniach) głównie jodeł lub świerków. Grzyb jednoroczny, rosnący od lata do jesieni. Często występuje w licznych grupach. W Europie występuje głównie na drzewach iglastych: na jodłach, świerkach, sosnach i modrzewiach, bardzo rzadko na jesionach. W Ameryce Północnej występuje także na daglezjach i choinach, rzadko notowany był także na buku, klonie, topoli i dębie.

## Znaczenie
Saprotrof, bardzo rzadko pasożyt (na osłabionych drzewach). Wywołuje białą zgniliznę drewna. W Europie jest uważany za grzyb niejadalny, ale na opracowanej dla FAO liście jest wymieniony jako jadany w Meksyku.